# 沙嘉都喇賈罷麗街
沙嘉都喇賈罷麗街（葡萄牙語：Rua de Sacadura Cabral），通稱沙嘉都喇街，是一條位於澳門半島中部的街道，名稱是以葡萄牙飛行員撒卡度拿·卡伯拉爾來命名，街道全長約440米，闊約9米。它的東南端在望德堂區的士多鳥拜斯大馬路、塔石廣場之西端起，沿途與荷蘭園正街、塔石街、厚望街、羅德禮將軍街相交，並在賈伯樂提督街跨進聖安多尼堂區後，再與僑樂巷、俾利喇街和亞利鴉架街相交，西北端至連勝馬路止並連接墨山街。這條街道由荷蘭園正街至厚望街的一段，舊稱塔石斜巷（Calçada do Tap Siac）。

## 名稱由來

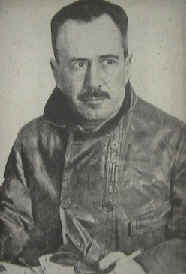
撒卡度拿·卡伯拉爾

這條街道在官式文獻上最早見於1905年由澳門市政廳出版的《澳門市街道名冊》中，葡文名字是以葡萄牙飛行員撒卡度拿·卡伯拉爾來命名，中文名稱「沙嘉都喇賈罷麗」是澳葡官方對該字的譯法。
撒卡度拿·卡伯拉爾，全名阿圖·德·撒卡度拿·弗萊雷·卡伯拉爾，生於1881年，第一次世界大戰期間（1914年－1918年）學習駕駛飛機，成為了葡萄牙飛行員的先驅者；1918年上任里斯本空軍基地飛行中隊司令，1924年11月駕駛飛機從荷蘭阿姆斯特丹返回里斯本時在北海失蹤，其屍首至今仍沒有尋回。

## 歷史沿革

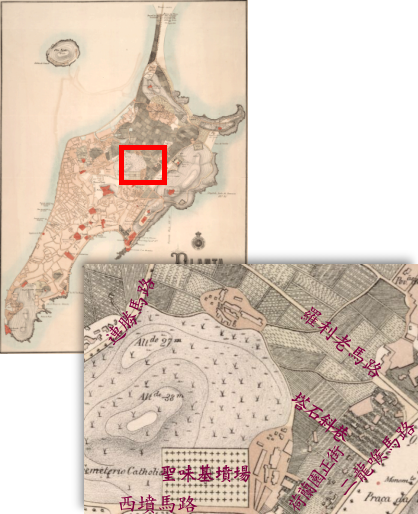
1889年澳門地圖中的塔石斜巷
圖中所顯示的部份二龍喉馬路今為士多鳥拜斯大馬路；而荷蘭園正街實際上在當時並不存在，在圖中顯示僅為方便識別

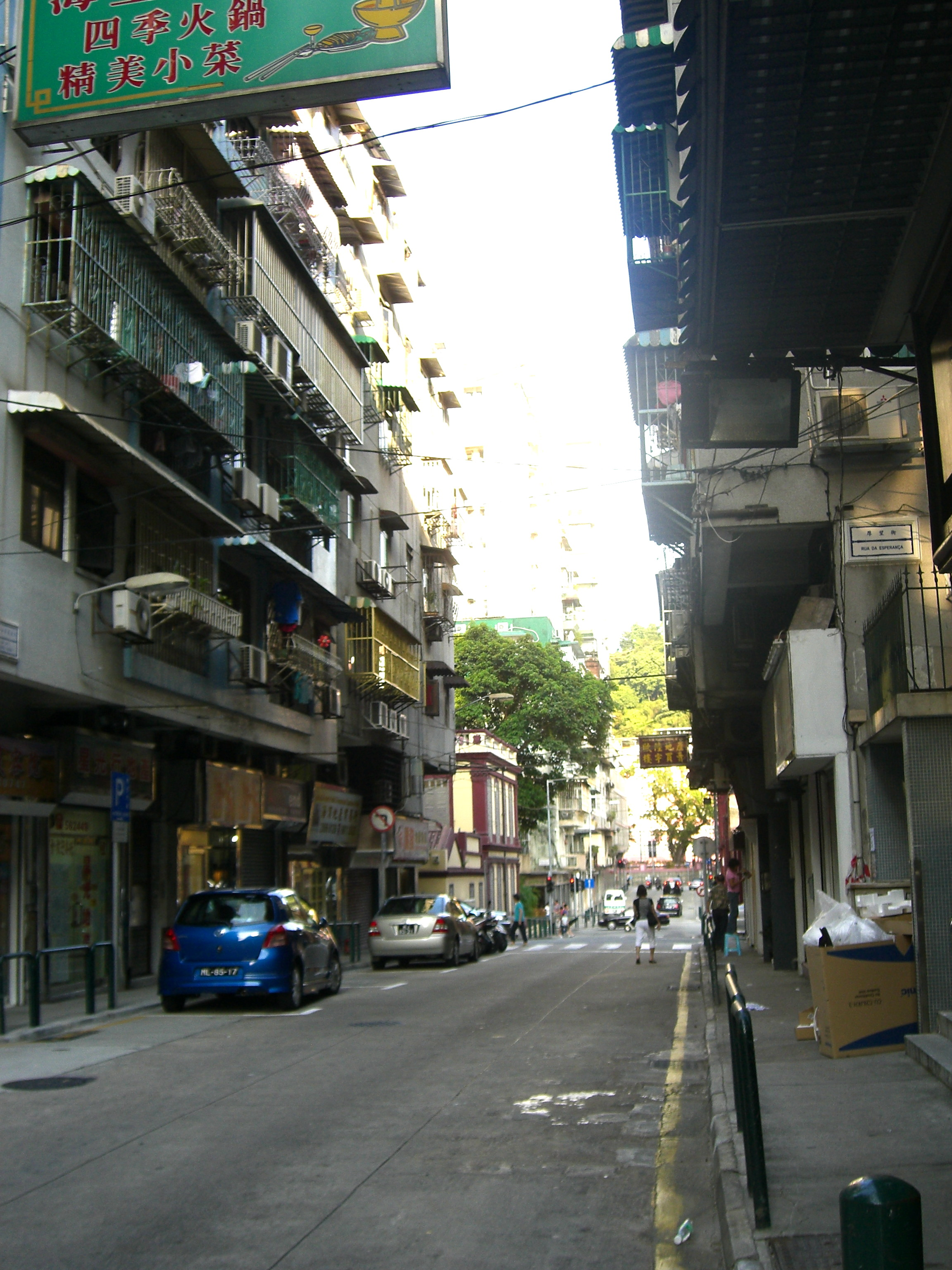
已取消的塔石斜巷舊址

從1889年的澳門地圖中，可見現在的沙嘉都喇賈罷麗街以東南的位置在當時已有的一段路，長度約莫為今天的厚望街至士多鳥拜斯大馬路（舊稱「二龍喉馬路」）的距離；這段路也就是今天沙嘉都喇街的前身。按照澳門市政廳於1993年出版的《澳門市街道及其它地方名冊》記載，該段路由今天荷蘭園正街的位置向西北至厚望街的部份，在1904年12月31日的憲報中被記為「塔石斜巷（Calçada do Tap Siac）」；至於荷蘭園正街至二龍喉馬路的一段，則未見有命名。另外亦可見有一條迂迴曲折的小路連接連勝馬路與塔石斜巷，但這條小路的名字也無從稽考。後來這條曲折小路被取消，而在塔石斜巷西北端另築一條筆直街道通往連勝馬路；1905年澳門市政廳在出版《澳門市街道名冊》時，把這條新築街道記為「沙嘉都喇賈罷麗街（Rua de Sacadura Cabral）」，而塔石斜巷也被取消並併入沙嘉都喇賈罷麗街。
在街道建成之初，街道兩旁均為田地。約於1930年代，在沙嘉都喇街西北段附近設有牛房，1950年代時在這條街道上更有居民牧羊。後來於1970年代，澳門房地產業開始變得興旺，牛房亦拆卸並陸續建為住宅大廈。現時這條街道是一條由新橋區通往塔石區的單向次幹道。

## 交通整治之範本
沙嘉都喇賈罷麗街作為一條由新橋區通往塔石區的幹道，當初被規劃為馬路時，街道兩旁均設有停車位。1995年議事亭前地被劃為行人專用區後，沙嘉都喇街更負起大三巴區往新口岸的車流量。由於大三巴為旅遊景點，故常有旅遊客車會取道沙嘉都喇賈罷麗街，狹窄的行車道使客車行駛得非常緩慢。隨着澳門交通日益繁忙，沙嘉都喇街緩慢的行車速度時常導致附近街道出現交通壅塞，故有關當局在2006年中計劃整治沙嘉都喇街。
經過多番諮詢和研究後，有關當局決定取消這條街道以西南一邊的停車位，以拓寬車道來加快車流量，並於2007年1月初動工整治。整治後的沙嘉都喇街，其行車道由原來的3米擴寬至4.6米，停車位亦加設收費咪錶以提高車位的流動性，自此沙嘉都喇街的交通情況得到顯著改善。往後有關當局在整治新橋區各主要道路諸如鏡湖馬路和渡船街時，均參照了沙嘉都喇街的整治方法來修整那些街道。

## 沿途地點

### 僑安大廈
僑安大廈位於沙嘉都喇賈罷麗街31號，樓高五層，在1968年落成，是澳門歸僑總會的會址。考澳門歸僑總會，於1968年世界各地正值排華風潮時所創辦，並以團結在澳門的海外歸僑和家屬、及維護他們的權益等作為宗旨。同年4月，在總會委員的無息貸款和屬下會員的捐助下，興建僑安大廈作為會址，並於1974年在會址地下開設醫務所至今。

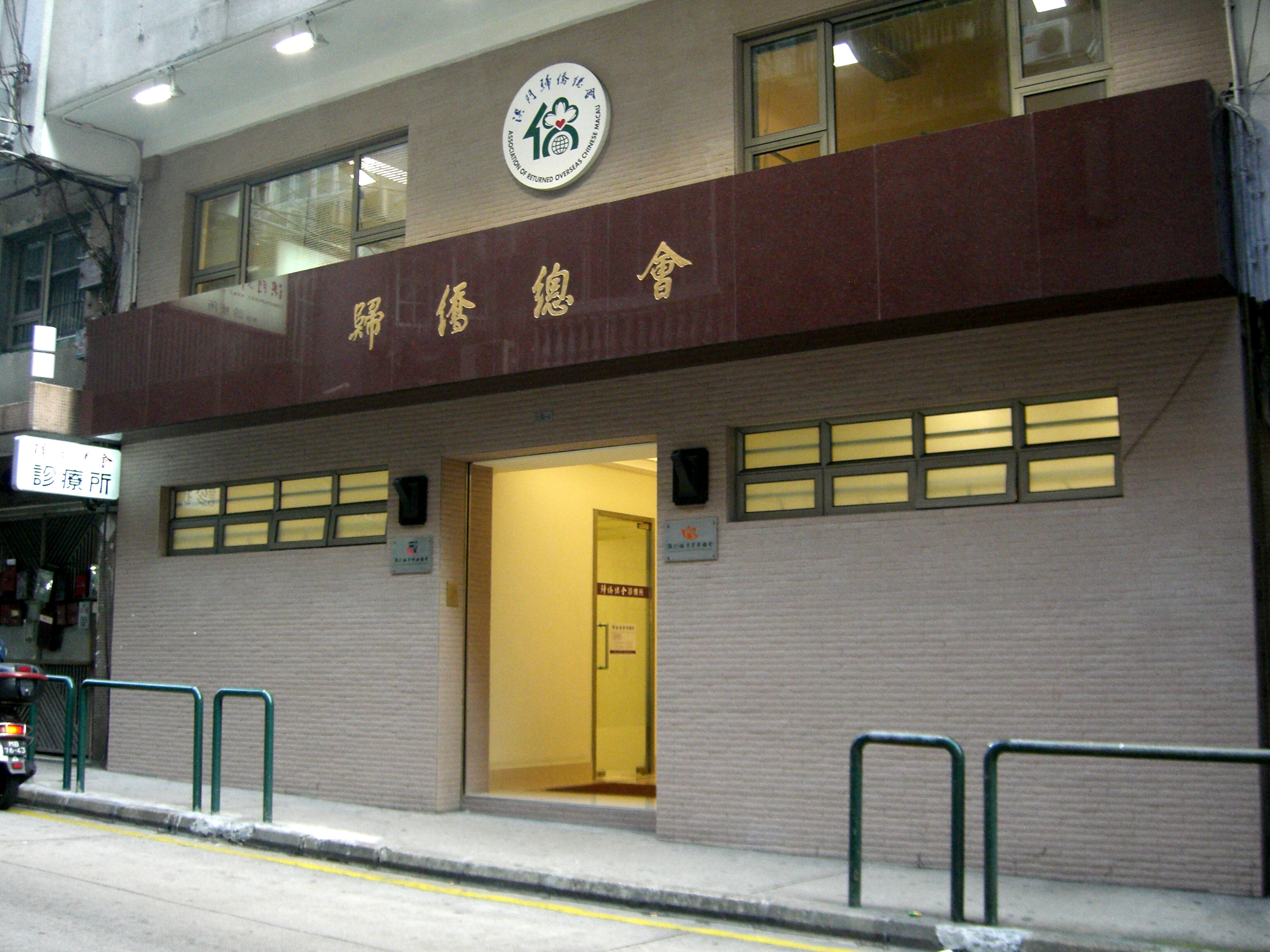
澳門歸僑總會

截至2002年，迴流澳門的海外歸僑大約有四萬多人，他們來自超過60個國家和地區，當中以緬甸、印尼、柬埔寨、馬達加斯加為主。

### 其他
- 塔石藝文館
- 塔石廣場

## 備註
1. ↑  最初如要從大三巴區行車駛往新口岸，最短可途經賣草地街、板樟堂街、板樟堂前地、議事亭前地、新馬路、殷皇子大馬路便可到達。但在1995年議事亭前地等被劃為步行街後，從大三巴最短須取道花王堂街、花王堂前地、白鴿巢前地、連勝街、連勝馬路、沙嘉都喇賈罷麗街、荷蘭園大馬路、高士德大馬路和松山隧道才能到達新口岸。
2. ↑   註: